# Jean-François Henot
Jean-François Henri Romain Henot (Mechelen, 10 december 1799 - 13 januari 1865) was een Belgisch rechter en katholiek politicus.

## Levensloop
Henot was een zoon van Paul Henot, pleitbezorger en administrateur van het kanton Mechelen, en van Claire de Laddersous. Hij bleef vrijgezel.
Hij promoveerde tot doctor in de rechten (1823) aan de Rijksuniversiteit Leuven en was rechter bij de rechtbank van eerste aanleg in Mechelen (1834-1865).
Van 1831 tot 1861 was hij gemeenteraadslid van Mechelen. In 1837 werd hij een eerste maal katholiek volksvertegenwoordiger voor het arrondissement Mechelen. Op 8 juni 1841 werd hij verkozen op de katholieke kamerlijst en vervulde dit mandaat tot in 13 juni 1848, toen hij, als gevolg van de wet op de onverenigbaarheden, koos voor de magistratuur.